# Ryūsuke Fukahori
 (août 2025).
Ryūsuke Fukahori (深堀 隆介, Fukahori Ryūsuke, né le 13 janvier 1973) est un artiste japonais.

## Biographie
Ryūsuke Fukahori naît en 1973 à Nagoya, dans la préfecture d'Aichi,  il est le deuxième de trois frères. En 1995, il est diplômé du département de design médiatique de l'Université préfectorale des arts d'Aichi. Après avoir obtenu son diplôme, il travaille comme freelance puis comme designer dans une entreprise de publicité à Nagoya. Après avoir quitté l'entreprise en 1999, il commence une carrière de créateur artistique à temps plein. Son frère aîné est l'expert en sésame Katsunori Fukahori. Il est père de deux enfants.
Il devient célèbre au Japon en 2005, et commence à exposer à l’étranger en 2008.

## Œuvre
Ryūsuke Fukahori est célèbre pour ses peintures de poissons rouges en trois dimensions réalisées à la résine acrylique. Lui-même appelle ses peintures « peintures en 2,5 D ». Une de ses séries phares est « Saké aux poissons rouges », des œuvres en résine acrylique représentant des poissons rouges dans une coupe en cyprès. La résine acrylique est fabriquée à partir de résine époxy ultra-résistante, et les poissons rouges sont colorés à la peinture acrylique. Il a lui-même déclaré : « C'est l'une de mes œuvres les plus abouties. C'est aussi la série à laquelle je suis le plus attaché, car elle m'a soutenu financièrement et moralement jusqu'à présent. » 
Bien qu'il soit célèbre pour ses œuvres en résine acrylique, il crée également des sculptures tridimensionnelles, des peintures, etc. Cependant, parce qu'il a un fort attachement aux poissons rouges, qui l'auraient sauvé de la dépression, il ne crée actuellement que des œuvres qui utilisent des poissons rouges. Son travail peut se résumer par un jeu de mots : l'expression Kingyo-sukui (金魚すくい), la pêche aux poissons rouges, un jeu d'enfant typique pendant les matsuri, peut aussi s’écrire 金魚救い, le "salut par le poisson rouge". Il peint aussi des tableaux proches de l'abstraction sur le motif des écailles de poisson.

## Prix et récompenses
Ryūsuke Fukahori a obtenu les récompenses suivantes :
- Université des Arts et de Musique d'Aichi - Prix Kataoka Osamu (1995)
- Compétition d'Art de l'Université des Arts de Kyoto - Prix Spécial (2001)
- Prix Imai Norio (2003)

## Publications
- 『深堀隆介 金魚浴』（2010年） (ISBN 9784286101453)
- 『金魚酒』（2022年） (ISBN 9784875866466)